# Suad Fileković
Suad Fileković (Ljubljana, 16. rujna 1978.), je slovenski umirovljeni nogometaš.
Visoki je branič svoju karijeru započeo u redovima ugašene ljubljanske Olimpije, nakon koje 4 i pol sezone igra u gradu Mariboru. Iz tamošnjeg "Maribora Pivovarna Laško" prelazi na zimu sezone 2003./04. u redove splitskog Hajduka za kojeg u prvih 6 mjeseci bilježi tek 5 utakmica u prvenstvu kojeg "Bili" na kraju osvajaju. Naredne sezone igra jako malo i već nakon jesenskog dijela napušta klub potpisavši za grčki Ergotelis.
Tamo igra nešto češće, no svejedno ubrzo napušta klub, te je naredne sezone u Belgiji gdje igra za Mouscron. Nakon uspješne sezone u Jupiler ligi seli na istok, točnije, Rusiju. U dresu Krilje Sovjetov se malo duže zadržao nego obično, iako dobiva malu minutažu.
Za slovensku reprezentaciju igra češće u prijateljskim ogledima, ali uspijeva od 2002. godine zabilježiti 14 susreta.
Statistika u Hajduku
| Natjecanje        | Nastupi | Zgoditci |
| ----------------- | ------- | -------- |
| Prvenstvo         | 7       | 1        |
| Kup               | 2       | 0        |
| Superkup          | 1       | 0        |
| Međunarodne       | 1       | 0        |
| Splitski podsavez | 0       | 0        |
| Ukupno            | 11      | 1        |
| Prijateljske      | 12      | 2        |
| Sveukupno         | 23      | 3        |

## Vanjske poveznice
- Profil na Transfermarktu